# Список геостационарных спутников
Список геостационарных спутников начинается и заканчивается от международной линии перемены даты. Геостационарные спутники расположены над экватором планеты.

## Восточное полушарие
- 180,0°E (О) Intelsat-18
- 179,6°E Inmarsat 5-F3
- 178,2°E Inmarsat 3-F3
- 172,0°E Eutelsat 172A
- 171,0°E Tianlian 1-02[1]
- 169,0°E Интелсат 8 (Intelsat) (бывш. PAS-8)
- 167,0°E
- 166,0°E Интелсат-19 (Intelsat)
- 164,0°E Optus B3, Optus 10[2]
- 163,5°E см.Jamal_200 (91°e)
- 162,0°E Superbird B2
- 160,0°E Optus D1[2], Beidou G4
- 160,0°E Telecom 2C (орбита типа tdrs, с дрейфом)
- 159,0°E ABS-6[3]
- 157,2°W Intelsat 1R (PAS 1R) (орбита типа tdrs)
- 157,0°E Intelsat 5[4]
- 156,0°E Optus C1, D3
- 155,0°E TXJSSY-1
- 154,0°E JCSAT 2A
- 152,0°E Optus D2
- 150,5°E Asiasat 3S[5]
- 150,0°E JCSAT 1B
- 148,0°E Africasat-2[6]
- 146,0°E PALAPA C2[7]
- 145,7°E ETS 8 (KIKU-8)[8]
- 145,0°E Eutelsat 36A (орбита типа tdrs, с дрейфом)
- 145,0°E MTSAT 2 (Himawari 7)[9]
- 144,0°E Superbird C2
- 143,5°E Inmarsat-4 F1
- 143,0°E WINDS (KIZUNA)[10]
- 142,0°E Apstar 9[11]
- 141,5°E Apstar 9A (Chinasat 5A)[12]
- 140,7°E Himawari 8[13]
- 140,3°E Sky Muster[14]
- 140,0°E Beidou G1[15]
- 140,0°E Экспресс-АМ5, Экспресс-AT2 (Express)
- 138,0°E Apstar 5 (Telstar 18)[16]
- 136,0°E N-STAR C[17]
- 134,0°E Apstar 6[18]
- 132,0°E Vinasat-1, JCSAT 5A[19]
- 131,8°E Vinasat-2
- 130,0°E Chinasat 20A (Zhongxing-20A)[20]
- 129,8°E Chinasat 1A[21]
- 128,5°E Laosat 1[22]
- 128,2°E COMS 1[23]
- 128,0°E JCSAT 10[24], JCSAT 12[25]
- 126,0°E Радуга 1 7 (Globus) (орбита типа tdrs)
- 125,0°E ChinaSat 6A[26]
- 124,0°E JCSAT 13
- 123,4°E Fengyun 2D[27]
- 122,0°E Азиасат 4 (AsiaSat)
- 120,6°E Beidou IGSO 1
- 120,0°E AsiaSat 3S
- 119,5°E Thaicom 4
- 118,0°E Telkom 2
- 116,0°E ABS 7, Koreasat 6
- 115,5°E ChinaSat 6B
- 113,0°E GE12 (Americom9) (орбита типа tdrs, c дрейфом)
- 113,0°E Koreasat-5, Palapa D
- 110,5°E ChinaSat 10[28]
- 110,0°E N-Sat 110, BSAT 3A, BSAT 3C/JCSAT 110R
- 108,2°E NSS 11, SES 7, Telkom 1
- 105,5°E Азиасат 7 (AsiaSat)
- 103,3°E ChinaSat 20
- 100,5°E Азиасат 5, 7 (AsiaSat)
- 98,5°E Thuraya 3
- 98,0°E ChinaSat 11
- 96,5°E Экспресс-103
- 95,0°E NSS-6, SES 8
- 93,5°E Insat 3A[англ.], 4B
- 92,2°E ChinaSat 9[англ.]
- 91,5°E Мисат 3, MeaSat-3A (MeaSat)
- 90,0°E Ямал-401 (Yamal)
- 89,2°Е TDRS H (орбита типа tdrs)
- 88,0°E ST 2[англ.]
- 87,5°E Chinasat 12
- 86,5°E КазСат-2
- 85,1°E Intelsat 15 (Intelsat) (заменил Интелсат 709 в этой точке 30 ноября 2009 года)
- 85,0°E Raduga 1M N2
- 84,8°E Horizons 2
- 83,0°E Gorisont 20 (орбита типа TDRS)
- 83,0°E Insat 2E[англ.], 4A[англ.]
- 82,0°E Intelsat 801 (орбита типа tdrs, c дрейфом)
- 80,5°E => 91°E Yamal 201 (ГСС тов.К.), (орбита типа tdrs), 2003..2024.. (20+Jahren), double.
- 78,5°E Тэйком 5 (Thaicom)[англ.], Thaicom 6
- 76,5°E Apstar-7
- 75,0°Е ABS 2
- 74,0°E Insat 3C, Insat 4CR
- 72,1°Е Интелсат-22
- 70,0°E Intelsat 707 (орбита типа tdrs с дрейфом)
- 70,5°Е Eutelsat 70B
- 68,5°Е Intelsat IS-20
- 66,0°E Интелсат 17 (Intelsat)
- 64,2°E Интелсат 906 (Intelsat)
- 063,9°E Inmarsat 4 F2 (орбита типа tdrs)
- 58,5°E KazSat 3
- 57,0°E NSS-12
- 56,0°E Экспресс-AT1
- 54,9°E G-Sat 8
- 54,9°E Ямал-402
- 54,0°Е Радуга 1 5 (Globus) (орбита типа tdrs)
- 53,0°E Экспресс-АМ6
- 52,5°E Яхсат 1А
- 52,0°E TürkmenÄlem
- 51,5°E Belintersat-1
- 50,5°E NSS 5
- 50,0°E Türksat 4B
- 49,0°E Ямал-601
- 47,0°E Syracuse 3A
- 046,5°E Spaceway 1 (орбита типа tdrs, с дрейфом)
- 46,0°E AzerSpace 1/Africasat 1a
- 45,7°E Raduga 4 (орбита типа tdrs)
- 45,5°E Hispasat 1B (орбита типа tdrs, c дрейфом)
- 41,9°E Türksat 3A
- 42,0°E 4A (Türksat)
- 40,0°E Экспресс-АМ7
- 38,0°E Paksat 1R
- 36,6°E Sicral 2
- 35,9°E Eutelsat 36B (бывший Eutelsat-W7)
- 36,1°E Экспресс АМУ-1 (Eutelsat 36C)
- 32,9°E Galaxy 14
- 32,8° E Intelsat New Dawn
- 31,5°E Астра 1G, Astra 5B
- 31,4°E Astra 2B
- 30,9°E Türksat 5A
- 30,8°E Eutelsat 31A
- 30,5°E ArabSat 5A[англ.], Arabsat6A
- 30,0°E Intelsat 907 (орбита типа tdrs)
- 28,2°E EuroBird 1[англ.], Astra 2A, 2E, 2F
- 26,0°E Badr 5 (Arabsat5B), 6, Badr7 (Arabsat 6B)
- 25,5°E Eutelsat 25B/Es’hail 1
- 23,5°E Астра 3B
- 22,6°E Echostar 12 (орбита типа tdrs, с дрейфом)
- 21,5°E Eutelsat 21B
- 21,2°E Türksat 1C (орбита типа tdrs)
- 20,0°E Arabsat 5C
- 20,0°E Express AM2 (орбита типа tdrs, с дрейфом)
- 19,2°E Astra 1KR, 1L, 1M, 1N
- 17,0°E Amos 5
- 16,0°E Eutelsat 16A
- 15,8°E Eurobird 16 (бывший Atlantic Bird 4, ранее Hot Bird 4) (наклонная орбита)
- 13,0°Е Радуга 29 (орбита типа tdrs)
- 13,3°Е Sicral 1 (орбита типа tdrs)
- 13,0°E Hot Bird 13B, 13C, 13D
- 11,4°E Sicral 1B
- 10,0°E Eutelsat 10A (бывший Eutelsat W2A) (Eutelsat)
- 9,0°E Eurobird 9A (бывший Hot Bird 7A), Eutelsat Ka-Sat
- 08,0°E Thuraya 1 (орбита типа TDRSS, с дрейфом)
- 7,0°E Eutelsat 7A
- 4,9°E SES-5, Astra 4A
- 3,1°E Eutelsat 3A, 3D, Rascom QAF 1R
- 3,1°E Eutelsat 3B

## Западное полушарие
- 0,8°W Тор 3, 5, 6 (Thor)
- 1,0°W Интелсат 10-02 (Intelsat)
- 3,4°W МетеоСат 8 (Meteosat)
- 4,0°W Амос 2, Amos 3 (Amos)
- 5,0°W Atlantic Bird 3
- 7,0°W Нилсат 101, 102 (Nilesat)
- 7,0°W Atlantic Bird 4A
- 7,3°W Atlantic Bird 7
- 8,0°W Atlantic Bird 2
- 10,0°W Hellassat 2 (орбита типа tdrs)
- 11,0°W Экспресс-АМ44 (Express)
- 12,5°W Atlantic Bird 1
- 12,5°W Eutelsat 28B
- 13,3°W Gorisont 26 (37)
- 14,0°W Экспресс-AМ8
- 15,0°W ТелСтар-12 (Telstar)
- 15,5°W ИнмарСат 3 f2 (Inmarsat)
- 16,4°W Луч-5Б (орбита типа tdrs)
- 21,5°W NSS-7
- 24,0°W Космос 2379 (Cosmos) (наклонная орбита)
- 24,5°W Интелсат 905 (Intelsat) (орбита типа tdrs)
- 27,5°W Intelsat 901 (орбита типа tdrs)
- 29,0°W Telecom 2D (орбита типа tdrs, с дрейфом)
- 29,5°W Intelsat 904 (орбита типа tdrs)
- 30,0°W Хиспасат (Hispasat), Spainsat
- 34,5°W: Интелсат 903 (Intelsat), i≈6°, >>.
- 37,0°W Galaxy 27 (Telstar7) (орбита типа tdrs, c дрейфом)
- 37,5°W ТелСтар-11N (Telstar) (наклонная орбита)
- 37,5°W NSS-10
- 40,5°W NSS-806
- 042,3°W USA 170 (орбита типа tdrs)
  -     - 50°W=> 66°E: Pan Americas Sat. 9 (a.k.a. Intelsat9, PAS 9, PAZ_23), орбита типа tdrs, i≈9°, 2000..2024.
    - 50°W: Intelsat 902 (орбита типа tdrs), i≈5°, August.2001..2024..
- 051,1°W Bonum 1 (орбита типа tdrs, с дрейфом)
- 52,3°W TDRS I (орбита типа tdrss)
- 58,0°W Intelsat 21
- 59,0°W Express A4 (4A) (орбита типа tdrs, с дрейфом)
- 61,5°W EchoStar-3
- 63,0°W Telstar 14R
- 63,2°W Intelsat 12 (PAS 12) (орбита типа tdrs, с дрейфом)
- 65,0°W Intelsat 805 (орбита типа tdrs с дрейфом)
- 65,0°W Brasilsat-B2
- 70,0°W Brasilsat-B4
- 71,0°W Nahuel-1
- 72,5°W Directv-1R
- 72,6°W Astra 2C (орбита типа tdrs)
- 72,7°W Nimiq 5
- 74,0°W SBS-6
- 74,9°W Galaxy-9
- 75,0°W Brasilsat-B1
- 76,8°W Galaxy-4R (наклонная орбита)
- 77,0°W EchoStar-4
- 79,0°W Americom-5
- 79,0°W Satcom-C3
  -     - 81°W: DirecTV 7S (орбита типа tdrs, с дрейфом), >>.
- 82,0°W Nimiq −2, −3
- 83,0°W AMC 18
- 84,0°W Brasilsat-B3
  -     - 085.2°W: XM 3 (Rhythm), i=0.0°, 2005..2024..
- 87,0°W Americom-3
- 87,2°W Тупак Катари
- 88°W Gorisont 32 (44) (орбита типа tdrs, с дрейфом)
  -     - 89°W: Intelsat Americas 8 (aka Galaxy 28), i≈2°, 2005..2024..
- 090,3°W Estrela du Sol (орбита типа tdrs, c дрейфом)
- 91,0°W Nimiq-1
- 93,0°W Galaxy-26
- 93,1°W Galaxy 11 (орбита типа tdrs)
  -     - 095°W: Galaxy 3C (97), i≈2°, 2002..2024..
- 96,0°W Echostar 4 (орбита типа tdrs, c дрейфом)
- 96,0°W Sirius-FM-5
- 97,0°W Galaxy-25
- 97,0°W Galaxy 19 (Intelsat19)
- 97,0°W Express AM3 (орбита типа TDRS, с дрейфом)
- 99,0°W Galaxy-16
- 99,2°W SPACEWAY-2
- 99,2°W DirecTV 11
- 102,8°W DirecTV-10
- 102,76°W DirecTV-12
- 103,6°W Intelsat 603 (орбита типа tdrs, c дрейфом)
- 105,0°W GE2 (Americom2) (орбита типа tdrs, c дрейфом)
- 110,0°W Echostar X
- 110,0°W Echostar 11
- 113,0°W Amazonas (орбита типа tdrs, с дрейфом)
  -     - 121°W: Echostar IX (aka Galaxy 23), i≈2°, 2003..2024..
- 123,0°W Galaxy 10R
- 123,0°W Galaxy 18
- 125,0°W Echostar 8 (орбита типа tdrs, c дрейфом)
  -     - 127.0°W => 150.0°W: Galaxy13 (a.k.a. Horizons_1), i=0.0°, 2003..2024..
- 131,0°W Americom-11 (aka AMC 11, aka GE11)
- 133,0°W Intelsat 705 (орбита типа tdrs, с дрейфом)
- 133,0°W Express AM22 (орбита типа tdrs, с дрейфом)
- 133,0°W Galaxy-15
- 135,0°W Americom-10
- 138,0°W Echostar 2
- 139,0°W Americom-8
- 139,0°W Americom 6 (AMC 6)
- 143,0°W Express AM11 (орбита типа tdrs, c дрейфом)
- 143,1°W Hispasat 1D (орбита типа tdrs)
- 145,0°W Hispasat 1C (орбита типа tdrs, c дрейфом)
- 146,0°W AMC 11
- 148,0°W Радуга 1 6 (Globus) (орбита типа tdrs, c дрейфом)
  -     - 171°W: TDRS 10 (J, U.S.Strat.Com.: 27566) (орбита типа tdrss), i≈10°, 2002..2024..
- 175,0°W Raduga 1 8 (Globus) (орбита типа tdrs, с дрейфом)
- 177,0°W NSS 5
- 177,0°W Ямал-300К